# سهام صالح العبودي
سهام صالح العبودي ولدت في الرياض كاتبة سعودية، تكتب في جريدة (الجزيرة) السعودية. صدر لها العديد من المؤلفات الأدبية في القصة القصيرة والمسرح والنقد من بينها كتاب (شرفات ورقية: قراءات في كتب)، وكتاب (الهجرة السرية إلى الأشياء). ومؤسِّسة صالون السهام الثقافي.

## التعليم
- حاصلة على درجة البكالوريوس من كلية التربية للبنات بالرياض (تخصص اللغة العربية).
- حاصلة على درجة الماجستير في الأدب الحديث جامعة الأميرة نورة عام 1426هـ.[1]

- حاصلة على درجة الدكتوراه من جامعة الأميرة نورة بنت عبد الرحمن (الأدب والنقد).[6]

- أستاذ الأدب والنقد المشارك – قسم اللغة العربية – جامعة الأميرة نورة بنت عبد الرحمن.[7][8]

## العمل
- تعمل في هيئة التدريس في جامعة الأميرة نورة بنت عبد الرحمن.[9]

## إصدارات
- (خيط ضوء يستدقُّ) مجموعة قصصية الطبعة الأولى 1425هـ 2004م – الطبعة الثانية 1436هـ - 2015م.[10][11][12]
- (ظلُّ الفراغ) مجموعة قصصيَّة الطبعة الأولى 1430هـ 2009م – الطبعة الثانية 1440هـ - 2019م.[13][14][15]
- (الهجرة السرية إلى الأشياء) مجموعة قصصية صدرت عن دار المفردات عام 2015م.[16][17]
- شرفات ورقيَّة (قراءات في كتب) 1439هـ 2018م.[18][19]
- انتباهات الألفة (تأملات رحليَّة) 1439هـ 2018م.[20][21]
- (على جناح قصيدة): توثيق الأمسية الشعريَّة الأولى بصالون السِّهام الثقافي 1440هـ - 2019م.
- بلاغة الشاشة (قراءات سينمائية) صدر عام 1440هـ - 2019م.[22]
- النصوص المسرحيَّة – جائزة الشارقة للتأليف المسرحي 2017-2018م (كتاب مشترك)، دائرة الثقافة، الشارقة، ط1، 2019م.
- أصوات الزمن في القصة القصيرة السعودية، النادي الأدبي الثقافي بحائل ودار المفردات، حائل – الرياض، ط1، 1441هـ  -2020م.[23][24]
- إعداد الكتاب التوثيقي لجلسة: تجربة الإدارة النسائيَّة للكراسي البحثيَّة: (كرسي بحث صحيفة الجزيرة للدراسات اللغويَّة الحديثة أنموذجًا) 1441هـ - 2020م.[25]
- أبواب السَّرد – قراءات في نصوص من السرد العربي، دار كنوز المعرفة، عمَّان، ط1، 1445هـ 2024م.[26]
- بحثًا عن – نصوص مسرحيَّة، دار كنوز المعرفة، عمَّان، ط1، 1445هـ 2024م.[27]

## جوائز
- حاصلة على جائزة الشارقة للتأليف المسرحي عام 2018م عن نص (بحثاً عن الظل المفقود).[28][29]
- جائزة التأليف المسرحي من وزارة الثقافة السعودية عام 2020م.[30]
- جائزة أفضل عمل في اليوم الوطني الدورة الثانية من جامعة الأمير محمد بن فهد عام 2020م.[31]
- جائزة التأليف المسرحي - المسار العام من وزارة الثقافة السعودية عام 2023م.[32]